# John Lynch (New Hampshire)
John H. Lynch (sinh ngày 25 tháng 11 năm 1952) là một nhà kinh doanh và chính trị gia người Mỹ từng là Thống đốc bang New Hampshire từ năm 2005 đến 2013.  Lynch được bầu đầu tiên vào năm 2004, đánh bại Thống đốc Craig Benson nhiệm kỳ đầu tiên - lần đầu tiên thống đốc bang New Hampshire đương nhiệm đã bị từ chối nhiệm kỳ thứ hai trong 78 năm. Lynch đã giành lại quyền bầu cử trong các chiến thắng lở đất trong năm 2006 và 2008, và thoải mái giành được một vị trí thứ tư trong năm 2010. 
Lynch là thống đốc nổi tiếng nhất trong lịch sử New Hampshire và, trong khi đương nhiệm, luôn được xếp hạng trong số các thống đốc nổi tiếng nhất của quốc gia
Kể từ năm 2013, Lynch đã từng là giảng viên cao cấp trong chương trình MBA tại trường Kinh doanh Tuck tại trường cao đẳng Dartmouth.